# Touarga
Touarga (arabiska: التواركة) är en stadskommun i Marocko. Den ligger i prefekturen Rabat och regionen Rabat-Salé-Kénitra, men är den enda delen av prefekturen som inte tillhör Rabats kommun. Antalet invånare var 3 932 vid folkräkningen 2014.